# 优素福圆顶寺
优素福圆顶寺（Dome of Yusuf；）是圣殿山上的一座独立穹顶建筑，位于圆顶清真寺平台的南端。它由萨拉丁建于12世纪晚期，经过多次翻修。 上面刻有12世纪和17世纪的铭文：其中一段由萨拉丁写于1191年，另一段由尤苏夫·阿格哈（Yusuf Agha）写于1681年，他可能是耶路撒冷的总督，或奥斯曼帝国皇宫内的太监。
优素福圆顶（Yusuf Dome）是一个半封闭的矩形建筑，坐落在坚固的石墙上，由三个开放式拱门支撑。在南墙的北面，有石刻和大理石贴面的blind-niche。圆顶的外部覆盖有铅片，内部装饰有罗纹图案。